# 尾崎清光
尾崎 清光（おざき せいこう、1935年〈昭和10年〉6月2日 - 1984年〈昭和59年〉1月30日）は、20世紀に活動した日本の政治活動家、ヤクザ、実業家。日本同和清光会最高顧問。通称「歩く三億円」。
えせ同和行為の黒幕であり、大物の同和事件屋として名を売った。1982年には日本の黒幕として『週刊大衆』等のゴシップ雑誌で3度取材を受け、政界においては当時最大派閥の長であった田中角栄ですら力添えを乞うた権力者であった。1982年6月2日、ホテルオークラで誕生祝賀会を行なった際には、中川一郎、稲村佐近四郎、武藤嘉文ら自民党代議士はもとより政財界人等1000人以上が訪れた。そのうち150名までが中央官庁の事務次官・長官・局長クラスの上級官僚であった。同じ日に当時のヒルトンホテル（永田町）で田中角栄のパーティが開催されたが、役人が参加したのは僅かに8人であった。
1984年に入院中の病院で何者かにより殺害される。

## 生涯
高知県高岡郡佐川町永野 の被差別部落出身。父は日雇い人夫で、酒と博打に狂って妻に暴力を振るい川で転落死したと言う。幼い時に父を失った清光は佐川中学 2年の頃から非行に走り、17歳の時、地元の商業高校に在学中、寸借詐欺で少年院に送られる。
1953年4月から2年間、大阪の釜ヶ崎のドヤ街に住み、最初は住み込みで皿洗いをしていたが、やがて暴力団の手配師として頭角を現し、西成を縄張りとする東組の組員となる。少年時代から恐喝や傷害、銃刀法違反、婦女暴行未遂など で17件の前科があり、それらの事件では実刑を免れていたという説もあれば、17回逮捕され15回服役したという説もある。結局1965年頃に暴力団から離脱して堅気になるが、この際左手小指を第二関節から切断している。
1969年春に大阪市北区兎我野町で「尾崎興業」を設立。金融・手形割引や不動産会社を営むうち、1970年頃 に元法務大臣西郷吉之助（参議院議員）の秘書グループに取り入って西郷の私設秘書 となり、西郷による5億円近い乱発手形の回収を任されたが、業者への脅迫により1971年に兵庫県警に逮捕された。
この事件を機として1972年1月15日に 故郷の佐川町に帰り、建設会社を設立。高知県内の政財界や行政に食い込んで、農地転用許可や国有地払い下げに暗躍。自らも建築・土木・砂利採取などの事業を営み、公共事業や大手企業の下請けを一手に引き受け、「土佐の黒幕」と呼ばれて恐れられた。その一方自民党員として1972年10月28日の佐川町長選挙で自民党推薦の渡辺勉を応援。渡辺が町長に当選した後は勝共連合を使ってビラや街宣車で反共キャンペーンを張り、1974年から1975年にかけて部落解放同盟正常化全国連絡会議書記長の尾崎勇喜とその一族を威嚇した。同じ佐川町出身の勇喜について清光はパンフレットをばらまいたが、その内容は勇喜個人を写真入りで「エタの大将」「赤犬」などと誹謗するとともに、戸籍謄本を使って勇喜の家系を「エタ一家」「赤犬一家」と罵る内容であった。勇喜の実兄は高知市で酒屋を営んでいたが、1973年11月に清光から「この店はエタだ」「エタの酒を買うな」「赤犬の大将の家だ」「赤犬一族だ」などと1時間にわたる街宣攻撃を受けた。更には、高知県外で平和に暮らす勇喜ら正常化連（のち全解連）幹部の兄弟や親戚が清光に呼びつけられ、「勇喜が運動をやめなければ、県外へ行って全員の身分をことごとく暴く」と脅されたこともある。また、全解連活動家数十人が職場に「アカを首にせよ。しないと会社を潰す」と清光から圧力をかけられ、仕事を奪われ生活を破壊されたこともある。
1977年2月5日、高知県民文化ホールの工事を受注した大成建設から3900万円以上を恐喝した事件で逮捕。恐喝・強要・業務妨害・弁護士法違反など29件の事件のうち12件が起訴された。事件の内容は、以下のようなものであった。
- 1972年6月29日、高知県の保育園の工事に絡んで施工業者を保証人問題で脅し、業務を妨害。
- 1973年6月22日、交通事故の示談金が50万円なのは少ないと建設会社を脅し、500万円を恐喝。
- 1973年8月5日、用地売買に係る調査ミスを理由に司法書士を脅し、100万円を恐喝。
- 1975年8月20日、高知県発注の土木工事の談合工作を建設業者の内紛の調停役に持ち込み、250万円を恐喝。
- 1977年1月25日、土佐銀行を脅して約3億円の不正融資を強要。

尾崎の手口は、大蔵省や建設省の高級官僚を名前を使ったり、関係官庁幹部室を利用して威勢を示したりする点に特徴があったと指摘されている。上記の一連の事件について、1982年3月、高知地裁で懲役3年、執行猶予5年の有罪判決を受ける。求刑は5年であり、執行猶予がついたことに検察は驚きつつも控訴はせず、不可解なことと周囲から批判を受けた。
この間、1978年に上京。全日本同和会に所属し最高顧問の地位にあったが、同和会の内紛で脱退し自ら日本同和清光会と日本政経調査会を結成（1978年）。同和団体幹部としての地位や政財界へのパイプや暴力団幹部との繋がりを道具に使って行政を恫喝し、市街化調整区域など通常は開発の許可が下りない土地の許可を強引に取得して開発業者に斡旋。地上げの帝王といわれた最上恒産会長の早坂太吉は尾崎の兄弟分であり、尾崎のスポンサーでもあった。億単位の仲介料を荒稼ぎし、暴利をむさぼった。1億2000万円のダイヤモンド入り腕時計や8000万円のブレスレットや最高級のスーツや靴で全身を飾り、3000万円のリムジンを2台乗り回して「歩く三億円」と呼ばれたのはこの時期のことである。銀座の某クラブ経営者は尾崎の格好を評して「アフリカの部族が精一杯気張っておしゃれしたみたい」「白いスーツの上下に白い靴、べっこう縁の眼鏡に、ダイヤの指輪にダイヤのネクタイピン。タバコ入れにもダイヤモンドが付いている。一個一億円もする腕時計を両手にはめて、それでいて実際に時間を見るのは懐中時計。差し出す名刺は普通のやつの三倍もある大きさで、二つ折りでおまけに自分の顔のカラー写真が刷り込んである。まあ、派手好きは大勢いるけれど、あそこまでやるのは、日本中探したって、どこにもいないんじゃないですかね」と発言している。
専用車として超高級外車2台を乗り回し、そのうちの1台である白いキャデラックのリムジンには自動車電話4台が設置され、床には毛皮が敷かれ、ソファーのようなシートには家紋の剣カタバミが金糸で縫い取られ、車内にはテレビやビデオデッキ、カラオケセット、冷蔵庫、電子レンジにシャンデリアまで備わっていた。
競輪、競艇、オートレースといった公営賭博に熱中し、1日に5000万円から1億円を使っていた時期もあるという。また、複数の有名女優を愛人とし、佐渡ヶ嶽部屋のタニマチとして振る舞い、北島三郎のスポンサーとなり、自らも芸能プロダクションを設立し会長を務めた。自民党では、中川一郎や武藤嘉文、玉置和郎、平沼赳夫らに取り入った。
尾崎の人となりについて、高知県警本部の部外秘資料には「厚顔にして強引であり、猿知恵が回り、粗暴で偽善的な行動をとる反面単純なところもある。つねに六法全書、国会便覧を片手に録音機を利用して会話を収録し、相手のささいな失言を楯に責任を追及するという地癖を有している。
又数年前からボディガード兼運転手の秘書を同伴して菊花の紋章入り小旗をなびかせて外車を乗り回わし（原文ママ）、服装、装飾品は舶来の高価なモノを身につけ、いわゆる重役タイプを模倣して政治家、実業家の如く装い、好漢の如く振舞って上級官庁へひんぱんに出入りしていた」と記されている。また、祇園の料亭などの遊び場で尾崎と何度かすれ違ったことのある宮崎学は「それはもう強烈な男だった。タフそうな固太りの身体からケモノの精気のようなものを発散させていた」、「尾崎の凄味は徹底して高級官僚や上級役人を恫喝したことにあった。対象としたのは官公庁の局長クラスや知事・大臣らで、課長などには見向きもしなかった。いきなり霞が関の局長の個室に乗り込み、机や椅子を乱暴にひっくり返しながら「××の件はどうなっとるんじゃ、こらっ！わしをなめとんのかっ！」と怒鳴りまくるのが尾崎のいつもの手口であった」「尾崎は根っからの恐喝屋であって、実際「恐喝の天才」だった。恐喝こそ我が無上の道楽といった感さえあった。例えば、あるゴルフ場を恐喝した話を聞いたときは思わず唸ってしまった。ゴルフ場の建設や維持にはさまざまな規制があるが、場内の特定区域では三メートル以上の樹木を植えてはならないという規制がある。この規制を知った尾崎はあるゴルフ場のその区域に勝手に二メートルほどの木を植え、それが三メートルをこえるまで何年も辛抱強く待った。そして、規制違反を確認した時点でゴルフ場に乗り込み、社長を脅しに脅した。巨額の金を脅し取ったのはもちろんであるが、こんなことを考案したり辛抱強く待ったりするのはもはや道楽というしかない」などと記述している。
『週刊新潮』1980年7月10日号のコラム「CLUB」では「『これぞ銀座のワーストワン』と、銀座の誰もが太鼓判を押す名物男」「五人のホステスを六本木に誘って、5万円のチップをバラまいたのだけど、お目当ての女の子が口説けなかったら、翌日、みんなからチップを回収した」などと書かれ、同誌の記者を自分の事務所に呼びつけたこともある。このとき週刊新潮は謝罪を拒んだため、尾崎の子分が10人以上で新潮社に乗り込み、大声を上げた。下戸の尾崎は銀座でもトマトジュースばかり飲んでいたが、1年足らずのうちに店1軒で5000万円の散財をおこなった。一晩に1軒250万円を使ったこともある。18〜19歳の若い娘を好んだ尾崎は、ホテルオークラに1泊35万円のスイートルームを常時借り切り、気に入った娘を代わる代わる連れ込んでいた。
参議院選挙への出馬を画策し、PR本『憂国への出発』を刊行。この本の中で尾崎は次のように記している。
『憂国への出発』に「推薦の言葉」を寄せた園田直（衆議院議員、自民党）は尾崎清光を「昭和の坂本龍馬」と賛美した。同じく溝渕増巳（高知県知事）は「私は氏の将来に大いなる期待をもっている」と表明した。同じく戸川猪佐武は「尾崎清光氏は、きれいごと、おべんちゃらなど一切使わない、素顔の行動で志を貫く人物」と賛美した。この本の著者紹介で尾崎は以下の肩書を名乗っている。日本同和清光会については記載がない（1983年8月10日発行の第2刷による）。
- 日清会最高常任顧問
- 財団法人国際青年交流委員会四国本部会長
- 財団法人土佐犬登録保存協会最高顧問
- 社団法人日本国民外交協会理事
- 日本空手道直心会名誉総裁
- 全国土佐犬協会名誉会長
- 日本政経調査会会長
- 日本設計株式会社会長
- 日本建設興業株式会社名誉会長
- 日本開発興業株式会社代表取締役会長
- 日本砂利販売株式会社代表取締役会長
- 日本観光株式会社代表取締役会長
- 日光建設株式会社名誉会長
- 日清生コン株式会社名誉会長
- 日藤鉱山藤田鉱業有限会社会長
- 日本ライトプロモーション株式会社名誉会長
- 日本セイコー・ツーリスト株式会社名誉会長

1984年1月30日21時50分頃、糖尿病で1月12日から入院していた東京女子医科大学附属病院中央棟5階の特別室501号のベッドで500万円の札束を数えていたところ、見舞い客を装った3人組の侵入を受け、傍らの日本同和清光会副会長徳広静之輔ともども壁に向かって立たされた後、サプレッサーつきの短銃で至近距離から顔と背中を撃たれた上、背中からナイフで心臓を刺され、同日22時50分頃に出血多量で死亡。当時、クラブ経営に失敗し、暴力団金融への負債を140億円ほど 抱えていたことから、彼の死には暴力団の関与が噂されたが、犯人は逮捕されなかった。尾崎の後ろ盾として住吉連合会最高幹部浜本政吉が存在していたことから、浜本グループと対立する住吉連合会主流派グループの犯行と報じられたこともある。警視庁四谷警察署は、早坂太吉が犯行の黒幕ではないかと疑ったこともある。また、尾崎が総理府や建設省や法務省などの官庁から恨みを買っていたため、「暴力団による犯行ではなく、公権力を背後に持つ特殊部隊の犯行」と報じる向きもあった。警視庁は殺人事件担当の捜査第一課のみならず暴力団担当の捜査第四課や公安まで動員して捜査をおこなったが、被疑者を特定できぬまま1999年1月30日に時効を迎え、事件は迷宮入りとなった。
尾崎の死後、日本同和清光会は組織分裂を経て新日本同和清光会の名で存続しており、会長は山本新男(やまもとわかお)が務めている。

## 著書
- 『憂国への出発』（尾崎清光後援会・清光会全国総本部事務局、1976年）

## テレビドラマ出演
- 『特別機動捜査隊』730話『南国の旅路の果て』ならびに734話『絶望を越えて』（1975年）